# Institut Esalen
L'Institut Esalen est un centre d'éducation alternatif à but non lucratif, situé à Big Sur, en Californie. Fondé par Michael Murphy et Dick Price en 1962, il a été le berceau de la psychologie humaniste et du mouvement du potentiel humain, et un pilier des idées New Age.
L'Institut Esalen est destiné aux études multidisciplinaires ordinairement négligées par les académies traditionnelles. Esalen conduit plus de 500 ateliers par an, organise des conférences, des programmes travail/études, des programmes de recherches, et un internat. Esalen fait partie des groupes de réflexion de la culture émergente, à la fois collège et laboratoire, et aussi lieu de retraite, Esalen explore l'enseignement et les sciences qui mènent à la réalisation complète de ce qu'Aldous Huxley a appelé le « potentiel humain ».
En 1962 Michael Murphy et Dick Price, deux diplômés de l'université Stanford versés dans la psychologie occidentale et la philosophie orientale fondèrent Esalen dans le but d'explorer le potentiel humain. Esalen est un centre d'enseignement de pratiques et d'idées issues des traditions spirituelles orientales, de la médecine alternative, et des groupes de rencontres Gestalt. Il est connu en particulier pour la participation de nombreuses personnalités influentes dans les domaines de la philosophie (Alan Watts, Aldous Huxley, George Leonard), psychologie (Abraham Maslow, Fritz Perls, Stanislas Grof, B.F. Skinner, Carl Rogers), des artistes (Joan Baez, John Cleese) et bien d'autres (Ida Rolf, Charlotte Selver...).
« Esalen existe pour promouvoir un développement harmonieux et global de la personne. C'est un organisme d'apprentissage qui explore le potentiel humain, et résiste aux religions, aux sciences et autres dogmes. C'est un centre de retraite qui vise à faciliter une transformation personnelle et sociale à travers l'organisation des séminaires, de programmes de recherche, de programmes travail/études et de conférences réunissant un panel d'experts, d'artistes, de scientifiques, et de leaders spirituels ». Michael Murphy (Fondateur)
L'institut Esalen propose des séminaires chaque année, dans des domaines aussi divers que la psychologie, le développement personnel, la méditation, l'art du massage, la pratique Gestalt, le yoga, l'écologie, la spiritualité, la sexualité, et la permaculture... En 2016, environ 15 000 personnes ont participé à ces séminaires.

## Géographie
Sur un lieu jadis propriété d'une tribu d'Amérindiens, les « Esselen », Esalen est situé sur 109 000 m2 de la ligne côtière de Big Sur avec les montagnes de Santa Lucia qui se dressent au-dessus de l'océan Pacifique.
Les Amérindiens Esselen avaient déjà recours aux sources d'eau chaude. Les thermes, aujourd'hui mis à la disposition des clients de l'institut, ont subi une restauration de plusieurs millions de dollars après la tempête de février 1998.

## Création
Michael Murphy et Dick Price étudient tous deux à l'université de Stanford à la fin des années 1940 et au début des années 1950. Ils s'intéressent alors à la psychologie humaniste et obtiennent leur diplôme en 1952. Price est impressionné par une conférence d'Aldous Huxley donnée dans les années 1960 dans laquelle il évoque les « potentialités humaines ». Après avoir obtenu son diplôme de Stanford, Price continue ses études de psychologie à Harvard. Murphy, quant à lui, voyage en Inde pour vivre quelques mois dans l'ashram de Sri Aurobindo en Inde. Price et Murphy se rencontrent à San Francisco à la suggestion de Frederic Spiegelberg, un professeur de religion comparée et d'études indiennes à Stanford avec lequel ils ont tous les deux étudié. À cette époque, ils avaient abandonné les études et effectué une période de service à l'armée américaine. Leur amitié naissante donna suite à un partenariat dans la création d'Esalen.
À la suite d'une hospitalisation de 18 mois pour troubles psychiatriques durant lesquels il subit des traitements médicaux brutaux (traitement par électrochocs), Price fut inspiré par la création d'un lieu où les gens puissent se rencontrer dans toute leur humanité, résoudre leurs conflits, exprimer leurs émotions à l'abri des jugements et pressions sociétales, et ainsi trouver un sentiment de guérison. À travers sa pratique de la méditation bouddhiste et son intérêt envers la philosophie Taoïste ainsi que ses études sous le mentorat de Fritz Perls, il élabore sa propre pratique de groupes de rencontres Gestalt, qui deviendra un des enseignements les plus récurrents et important à Esalen.
Price et Murphy voulait créer un lieu ou des créateurs d'ateliers alternatifs et des conférenciers puissent exposer leurs idées libres de dogme associé avec le milieu académique traditionnel. Les deux commencèrent à esquisser l'ébauche d'un forum qui élargirait les domaines de discussion au-delà des contraintes du milieu universitaire, tout en évitant les dérives si souvent rencontrés dans les groupes formés autour d'un leader charismatique. Leur vision commune était d'offrir une grande variété d'enseignements philosophiques, de disciplines spirituelles et de techniques thérapeutiques. Les slogans officieux adoptés très tôt par les résidents d'Esalen reflètent la volonté des fondateurs de ne pas créer d'idéologie unique ou de dogme: « No one captures the flag » et « We hold our dogmas lightly », qui peuvent être littéralement traduit par « Personne ne capture le drapeau » et « Nous tenons nos dogmes avec légèreté ».
En 1961, ils visitèrent la propriété de la famille Murphy à Big Sur, dans les thermes de Slates Hot Springs. Avec l'aide du capital du père de Michael Murphy, alors vice-président de Sears, Michael Murphy acheta la propriété à sa grand-mère, et ils fondèrent officiellement l'association à but non lucratif Esalen Institute en 1962.

## Ateliers et contre-culture
Dès les premières années d'existence de l'institut, Michael Murphy et Dick Price reçoivent l'assistance de Frederic Spiegelberg, Alan Watts, Aldous Huxley et sa femme Laura, Gerald Heard et Gregory Bateson. Les premiers catalogues de promotion de l'institut incluent une formulation de leur mission : " L'institut d'Esalen est un centre pour explorer ces tendances dans les sciences comportementales, la religion et la philosophie qui mettent l'accent sur les potentialités et les valeurs de l'existence humaine". À travers différents ateliers de groupes de rencontres, d'éveil sensoriel, de Gestalt, de massages, ils visaient à libérer le potentiel latent des participants. Alan Watts donna sa première conférence en janvier 1962. Au milieu de cette même année, Abraham Maslow, déjà reconnu comme un éminent psychologue humaniste, arriva pour la première fois à Esalen, avant de devenir une figure centrale du centre. La première série de séminaire intitulée "Le potentiel humain" affichait des conférences explorant les développements récents dans la psychologie, la recherche psychique et le travail avec les substances psychédéliques.

## Esalen et la Gestalt
En 1964, Fritz Perls arrive à Esalen et y reste de manière permanente pendant 5 ans, laissant derrière lui une influence durable. Perls mena de nombreux séminaires sur la Gestalt-thérapie jusqu'à son départ en juillet 1969. Dick Price devient un des étudiants les plus proches de Perls. Tandis qu'il continue à gérer l'institut, Price commence à conduire ses propres ateliers de Gestalt, qu'il appelle la Pratique Gestalt, ôtant le mot "thérapie" pour refléter l'absence de hiérarchie dans ses ateliers. Il conduit avec sa femme de nombreux ateliers Gestalt jusqu'à sa mort en 1985 à la suite d'un accident de randonnée.